# Conseil supérieur de la recherche scientifique
Le Conseil supérieur de la recherche scientifique, ou CSIC (Consejo Superior de Investigaciones Científicas), est le principal organisme public de recherche en Espagne. Assigné au ministère de l'Éducation et de la Science, le CSIC a un caractère multidisciplinaire et réalise des recherches dans tous les domaines de la science grâce à plus d'une centaine de centres répartis dans toute l'Espagne.

## Présidents
| Inicio     | Final      | Presidente                    |
| ---------- | ---------- | ----------------------------- |
| 30/12/1939 | 31/08/1967 | José Ibáñez Martín            |
| 31/08/1967 | 23/07/1971 | Manuel Lora-Tamayo            |
| 21/08/1971 | 24/09/1973 | José Luis Villar Palasí       |
| 12/10/1973 | 09/10/1974 | Enrique Gutiérrez Ríos        |
| 25/10/1974 | 11/02/1977 | Eduardo Primo Yúfera          |
| 11/02/1977 | 15/03/1978 | Justiniano Casas Peláez       |
| 15/03/1978 | 22/07/1980 | Carlos Sánchez del Río Sierra |
| 22/07/1980 | 28/03/1983 | Alejandro Nieto García        |
| 28/03/1983 | 17/05/1984 | José Elguero Bertolini        |
| 17/05/1984 | 10/10/1988 | Enrique Trillas Ruiz          |
| 10/10/1988 | 01/07/1991 | Emilio Muñoz Ruiz             |
| 01/07/1991 | 01/08/1992 | Elías Fereres Castiel         |
| 17/09/1992 | 18/06/1996 | José María Mato de la Paz     |
| 18/06/1996 | 09/09/2000 | César Nombela Cano            |
| 09/09/2000 | 22/02/2003 | Rolf Tarrach Siegel           |
| 22/02/2003 | 15/05/2004 | Emilio Lora-Tamayo D'Ocon     |
| 15/05/2004 | 24/04/2008 | Carlos Martínez Alonso        |
| 25/04/2008 | 13/01/2012 | Rafael Rodrigo Montero        |
| 13/01/2012 | 17/11/2017 | Emilio Lora-Tamayo D'Ocon     |
| 17/11/2017 | 21/06/2022 | Rosa María Menéndez López     |
| 21/06/2022 | actualidad | María Eloísa del Pino Matute  |

## Dans la culture populaire
Les extérieurs de l'édifice ont servi de décor pour la série La casa de papel diffusée sur Netflix.[réf. nécessaire]